# 28798 Audreymartin
28798 Audreymartin este o planetă minoră (asteroid), cu un diametru de 7,944 km, din centura de asteroizi. A fost descoperită pe 25 aprilie 2000 la Stația Anderson Mesa de Lowell Observatory Near-Earth-Object Search. 
Obiectul prezintă o orbită caracterizată de o semiaxă mare de 2,5952844 UAi, o excentricitate de 0,13, o înclinație de 8,3999 ° în raport cu ecliptica.